# Get Along with You
Get Along with You è un brano musicale della cantante R&B statunitense Kelis, pubblicato come terzo singolo estratto dall'album Kaleidoscope del 1999.
Scritta e prodotta dai The Neptunes, Good Stuff è stata pubblicata come decondo singolo di Kelis estratto dell'album Kaleidoscope. Il singolo non è riuscito ad entrare nella classifica statunitense Billboard Hot 100 ed ha avuto un moderato successo anche in Europa, riuscendo ad arrivare al massimo alla cinquantunesima posizione della classifica britannica.
Il video musicale prodotto per Get Along with You è stato diretto dal regista Paul Hunter.

## Tracce
UK CD single
1. Get Along with You (Album Version) – 4:27
2. Get Along with You (Soul Inside Radio Mix) – 3:58
3. Get Along with You (Bump & Flex Radio Edit) – 3:52
4. Get Along with You (Morales Radio Edit) – 3:46
5. Get Along with You (Video)

European CD single
1. Get Along with You (Pharrell Edit Version) – 4:12
2. Get Along with You (Bump & Flex Club Mix) – 6:29

## Classifiche
| Chart (2000)                         | Peak Position |
| ------------------------------------ | ------------- |
| Paesi Bassi                          | 93            |
| Regno Unito                          | 51            |
| U.S. Billboard Hot R&B/Hip-Hop Songs | 57            |
| U.S. Billboard Hot Dance Club Play   | 19            |